# Moacir Costa Lopes
Moacir Costa Lopes (Quixadá, 11 de junho de 1927 - Rio de Janeiro, 21 de novembro de 2010) foi um escritor brasileiro.

## Teoria da presença de fenícios no Brasil
A Teoria da presença de fenícios no Brasil foi desenvolvida pelo historiador autríaco Ludwig Schwennhagen e Moacir Costa Lopes foi a presentador da obra Fenícios no Brasil.

## Biografia
Ficou órfão poucos dois anos depois do seu nascimento. Seu pai, Delmiro Lopes da Costa, faleceu em 1929. Sua mãe, Odete Oliveira Costa, morreu de tuberculose em 1938. Moacir residiu, com seus irmãos, em Baturité com um tio e, depois, em Fortaleza. Nessa época, lia compulsivamente literatura de cordel e outros folhetins.
Em 1942, Moacir ingressa na Escola de Aprendizes Marinheiros do Ceará. Na Marinha, especializa-se em tática anti-submarina e radar. Viaja por toda a costa brasileira e por vários países como Uruguai, Paraguai, Argentina, República Dominicana, Cuba e Estados Unidos. Em todos os navios em que servia criava uma biblioteca com doações. Entusiasma-se pela literatura e escreve diariamente.
Desde 1944, Moacir mantinha residência no Rio de Janeiro. Em 1946, Luís da Câmara Cascudo lhe sugere escrever sobre a vida dos marinheiros. Já em 1949, Moacir iniciava a escrita de seu romance Maria de cada porto, que seria publicado em 1959. Era apenas o início de uma vasta produção literária.
Dá baixa da Marinha de Guerra em novembro de 1950. Passa a trabalhar no comércio. Casa-se pela primeira vez em 1954. Nascem as filhas Cristina e Clarice. Maria de cada porto lhe rende os prêmios Coelho Neto, da Academia Brasileira, e Fábio Prado da União Brasileira de Escritores.
Em 1964 publicou seu romance A ostra e o vento, que despertou grande interesse no meio acadêmico. Em 1976, a história de Marcela foi publicada junto com a novela Relato de um náufrago, de Gabriel Garcia Marquez. Em 1997, teve o seu romance A ostra e o vento adaptado para o cinema, tendo como diretor Walter Lima Júnior, recebendo o mesmo título. Em 2000, este romance foi traduzido para o italiano com o nome L'ostrica e il vento por Gian Luigi De Rosa.
Participou, como colaborador, da Enciclopédia Delta Larousse. Fez traduções do Inglês. Lecionou na Universidade Federal do Rio de Janeiro e na Faculdade Hélio Alonso. Em 1969 fundou a Editora Cátedra. Depois casou-se pela segunda vez com a escritora Eduarda Zandron. Nascem seus filhos Fábio e Saulo.
Em 1978, foi organizado um Simpósio sobre toda a sua obra na Universidade do Arizona. O evento contou com sua presença. Em 2000, a Casa de Cultura Lima Barreto e o Sindicato dos Escritores do Estado do Rio de Janeiro publicaram o livro "Moacir C. Lopes e sua obra: 40 anos de literatura", que, além de informações biográficas, reúne comentário de críticos diversos sobre sua obra.
A partir de 2001, seu amigo e agente literário Andrey do Amaral cuida de sua obra, divulgando-a na imprensa e organizando palestras com o romancista dos mares. O site oficial do autor é www.moacirclopes.com.br
Com todo vigor dos seus 82 anos, o romancista dos mares continua em plena produção literária. Seu agente, a mídia e entidades do livro comemoram seu cinquentenário literário (2009) com muito louvor. Moacir ainda tem alguns títulos inéditos. E os leitores estão ansiosos.
Moacir faleceu a 21 de novembro de 2010 em decorrência de um câncer. Seu agente literário Andrey do Amaral, seu editor Glaucio Cunha, sua família, amigos e leitores continuarão a divulgar a belíssima obra de Moacir Costa Lopes (1927-2010). Seus títulos são publicados pela Quartet Editora.

## Sobre sua obra
Ele escreveu mais de 20 livros, como a biografia do imperador romano Calígula e o romance a Ostra e o Vento, adaptado para o cinema por Walter Lima Junior.
- A Ostra e o vento. Direção e roteiro: Walter Lima Jr.. Produção: Flávio R. Tambellini. Intérpretes: Lima Duarte; Fernando Torres; Leandra Leal; Floriano Peixoto; Débora Bloch; Hannah Brauer; Amanda Fontes Freire; e outros. Direção de fotografia: Pedro Farkas. Música: Wagner Tiso. Direção de arte: Clóvis Bueno.  RAVINA. 1997. 1 fita de vídeo (110 min.). VHS, color. Baseado no romance A Ostra e o Vento de Moacir C. Lopes.
- AMARAL, Andrey do. Fichas de abordagem de leitura dos livros Maria de cada porto, A ostra e o vento e O Almirante Negro (Revolta da Chibata – a vingança), Brasília, 2001/2002
- BARROW, Leo L. Os símbolos em A ostra e o vento, Revista Luso Brasileira, vol. IV, nº 1, 1967.
- CASA DE CULTURA LIMA BARRETO / SINDICATO DOS ESCRITORES DO ESTADO DO RIO DE JANEIRO. Moacir C. Lopes e sua obra: 40 anos de literatura. Rio de Janeiro, 2000.
- DE ROSA, Gian Luigi. "L'universo magico di Marcela in A Ostra e o Vento di Moacir C. Lopes" in Orillas, scritti in onore di Giovan Battista De Cesare (Volume II, il mondo iberoamericano), Napoli, Edizioni del Paguro, 2001.
- DE ROSA, Gian Luigi. “Entre palavra e imaginidade: a tradução cinematográfica de A ostra e o vento de Moacir C. Lopes” in Quaderni di Thule, Rivista italiana di studi americanistici II, Perugia, Argo, 2005
- DE ROSA, Gian Luigi. “No balanço do mar: o universo literário de Moacir C. Lopes em A Ostra e o Vento” in Cultura Latinoamericana, Anuario 2008-2010, Nos 10-12, Planeta, Bogotá, 2011
- FODY, III, Michael. Criação e Técnica no Romance de Moacir C. Lopes. [tradução de Ilza Viegas e José Augusto Carvalho.]. Rio de Janeiro: Cátedra, 1978.
- GOES, Fernando. A metáfora da tempestade marítima em A ostra e o vento. Dissertação de mestrado. IEL – UNICAMP, 2011
- LIMA Jr., Walter. A ostra e o vento - Roteiro Cinematográfico baseado no romance de Moacir C. Lopes, Rio de Janeiro: Rocco, 1997.
- LOPES, Moacir C.. A situação do escritor e do livro no Brasil. Rio de Janeiro: Cátedra. 1978.
- LOPES, Moacir C.. Guia prático de criação literária. Rio de Janeiro: Quartet, 2001.
- OSTA, Winnifred H. O tempo, a noite e o vento em três obras de Moacir C. Lopes. Revista do Livro, Rio de Janeiro, nº 32, ano IX, 1968.
- TEIXEIRA, Marcos Vinícius. Habitar o vento: o fantasiar de Marcela, Maria e Zeca da Curva. In: Congresso Internacional Abralic, VIII., 2002, Belo Horizonte. Livro de resumos – Mediações... Belo Horizonte: Associação Brasileira de Literatura Comparada, 2002. p. 312.
- TEIXEIRA, Marcos Vinícius. Pêndulo das irrealidades. In: Caderno Pensar do Estado de Minas. Belo Horizonte: S/A Estado de Minas. Número: 22.748, 10 de abr. de 2004, p. 04.

## Obras publicadas
- 1959 - Maria de cada porto
- 1961 - Chão de mínimos amantes
- 1963 - Cais, saudade em pedra
- 1964 - A ostra e o vento
- 1965 - O navio morto, in Os dez mandamentos
- 1968 - Belona, latitude noite
- 1972 - Por aqui não passaram rebanhos
- 1974 - As viagens de Poti, o marujinho
- 1976 - A pedra das sete músicas
- 1978 - A Situação do Escritor e do Livro no Brasil
- 1982 - O passageiro da Nau Catarineta
- 1982 - Calígula, o imperador devasso
- 1994 - A dança do tarô
- 1995 - O navio morto e outras tentações do mar
- 2000 - O almirante negro (Revolta da Chibata - A vingança)
- 2001 - Guia prático de criação literária
- 2003 - Onde repousam os náufragos
- 2006 - As fêmeas da Ilha da Trindade
- 2007 - A ressurreição de Antônio Conselheiro e a de seus 12 apóstolos